# De Aetna-Type

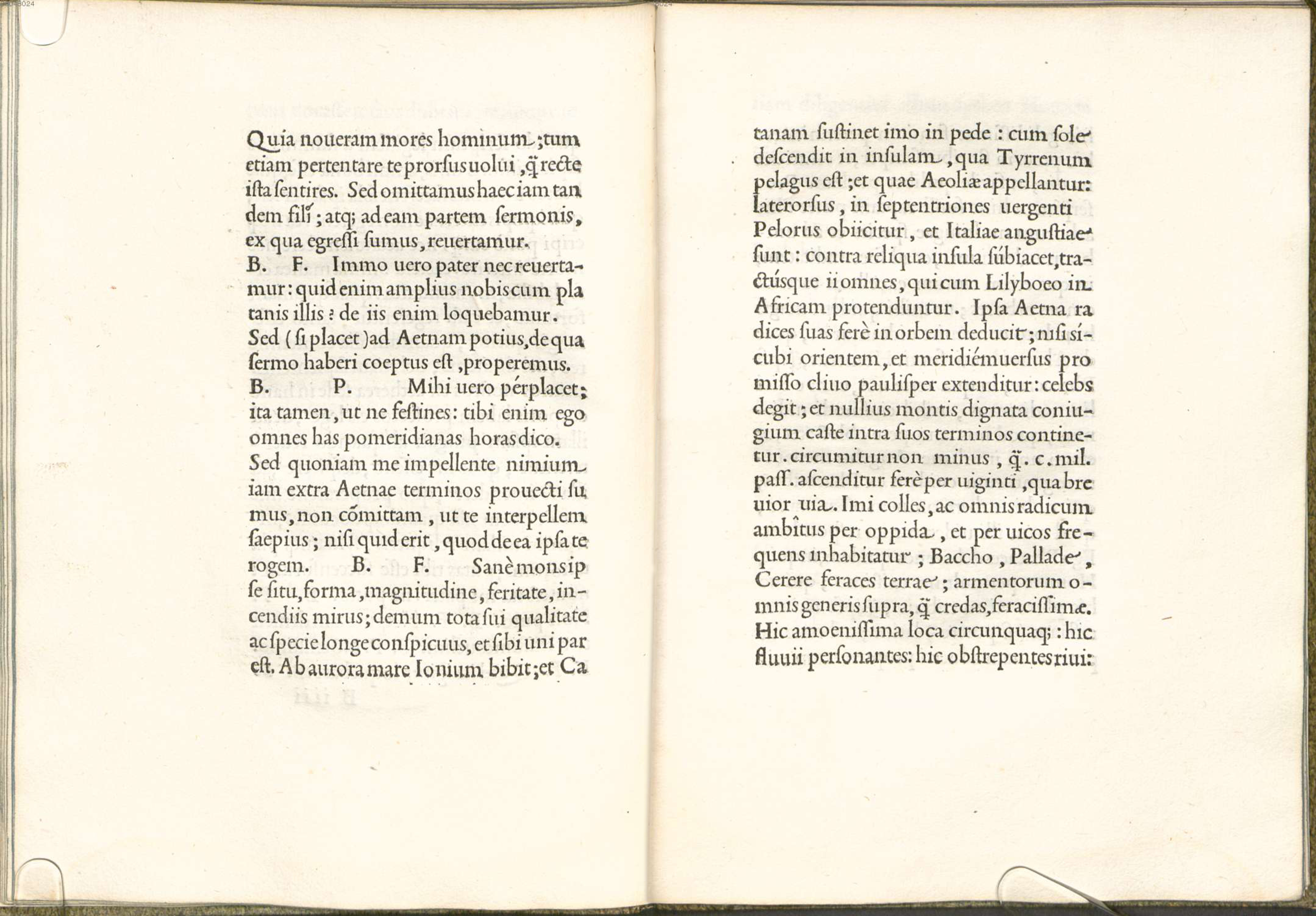
Eine Doppelseite von De Aetna

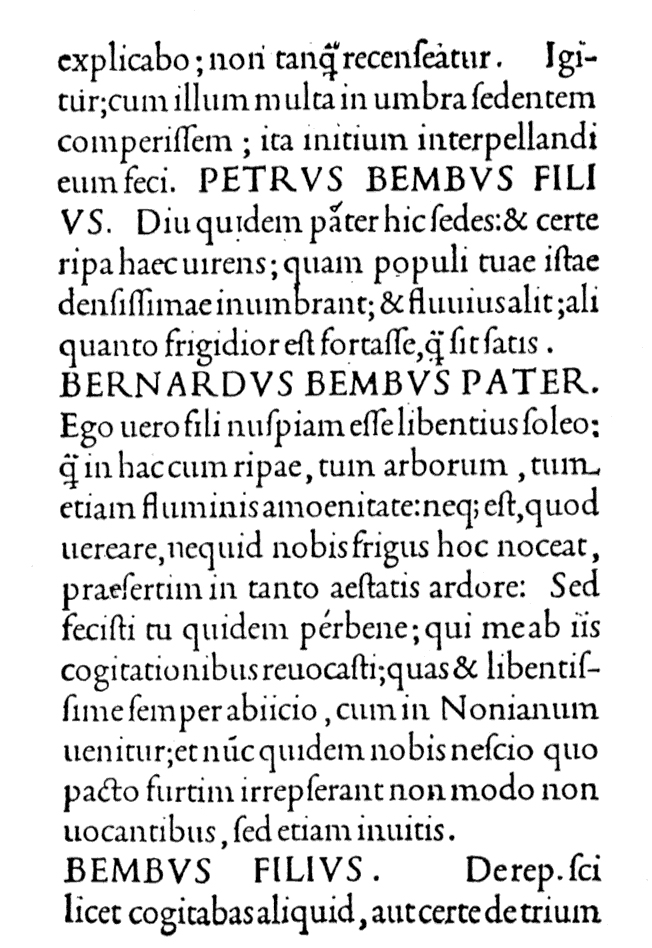
Textbeispiel von De Aetna

Die De Aetna-Type ist eine um das Jahr 1495 vom Stempelschneider, Schriftgießer und Buchdrucker Francesco Griffo geschaffene Schrifttype. Sie wurde in Venedig in der Offizin von Aldo Manuzio für das Werk Petri Bembi de Aetna Angelum Chabrielem liber (oder kurz: De Aetna) des jungen Humanisten und späteren Kardinals Pietro Bembo verwendet.
Die De Aetna-Type gilt als Begründerin einer eigenen Schriftklasse, der französischen Renaissance-Antiqua (englisch: Garalde). Sie wurde wegweisend für die gesamte weitere Entwicklung der Typografie. Sie ist die Grundlage der französischen Garamond, die bis heute wegen ihrer hervorragenden Leseeigenschaften im Buchdruck meistverwendete Schriftart. Im Vergleich zur Garamond hat die De Aetna-Type kantigere Serifen.

## Entstehung
Manuzio hatte zuvor nur Bücher in griechischer Schrift gedruckt. De Aetna war sein erstes Produkt in lateinischer Schrift. Somit benötigte er dafür eine lateinische Schrifttype, die ihm Francesco Griffo, der ihm zuvor griechische Lettern hergestellt hatte, in herausragender Qualität anfertigte. Da es sich um ein humanistisches, kein geistliches Werk handelte, fiel die Wahl auf eine Antiqua. Die Schriftart als solche war nicht neu; die Satzschrift Antiqua war zu diesem Zeitpunkt bereits seit rund 30 Jahren in Verwendung.

## Merkmale und Typensatz
Ebenso wie ihre Vorgänger, die heute zur Schriftklasse venezianische Renaissance-Antiqua (englisch: Humanist) gerechnet werden, verwendet auch die De Aetna-Type als Kleinbuchstaben typografisch formalisierte Fassungen der handgeschriebenen humanistischen Minuskel und die Majuskeln beruhen auf der Capitalis monumentalis. Bei der De Aetna-Type ist die Nachahmung des Federstrichs im Kontrast zwischen stärkeren und feineren Strichen stärker ausgeprägt als bei den Schriftschnitten von Nicolas Jenson (Jenson-Antiqua). Dennoch zeigt sie insgesamt einen stärkeren Grad der Abstraktion von der Kalligraphie als ihre Vorgänger.
Der Typensatz enthält die 23 Buchstaben des klassischen Lateins mit diversen Abbreviaturen, Ligaturen und Satzzeichen. Bei der Gestaltung der Majuskeln orientierte sich Griffo sehr an den römischen Inschriften. Das A gibt es in einer breiteren und einer schmäleren Glyphe. Die Seiten des M lehnen sich leicht nach außen. Die Cauda des Q beginnt in der unteren Mitte der Glyphe und ragt weit nach rechts unter das nachfolgende u. Das R hat eine nach rechts ausladende Cauda. Das Y hat eine „Palmenform“. Bei den Kleinbuchstaben ragen die Oberlängen der Buchstaben b, d, f, l und ſ (k-Linie) über die Höhe der Großbuchstaben hinaus. Das k fehlt. Es wird ein langes s (ſ) und ein Schluss-s verwendet. Die wichtigste Neuerung der De Aetna-Type ist wahrscheinlich der horizontale Querstrich beim kleinen e, der in dieser Form seither zum Standard geworden ist.

## Moderne Nachschnitte

Schriftprobe der Bembo

Eine 1929 von Stanley Morison im Auftrag der Firma Monotype Corporation nachgeschnittene Version der De Aetna-Type erhielt den Namen Bembo nach dem Autor der De Aetna. Daher wird die Schriftart seither oft auch als Bembo bezeichnet. Zur genaueren Bezeichnung spricht man jedoch von der De Aetna-Type, wenn man die originale Schriftart meint. Die Bembo kam in den 1960er Jahren in einer Version für den Fotosatz heraus und wurde in dieser Zeit mehrfach plagiiert, etwa als „Biretta“ oder durch Erhard Kaiser für den VEB Typoart Dresden. Später folgten digitale Versionen von Monotype: Bembo, Bembo Book (die besser für Textkörper geeignet ist), und Bembo Titling (die besser für Überschriften und größere Schriftgrade geeignet ist). Die Bembo wird bis heute oft im Buchdruck eingesetzt, vor allem im Vereinigten Königreich. Für den Computer verfügbare Varianten der Bembo haben oft eine auf die Versalhöhe gekürzte k-Linie.
Es gibt außer der Bembo noch weitere digitale Nachschnitte, die auf der originalen De Aetna-Type beruhen. Zu diesen zählen die im Rahmen der Medieval Unicode Font Initiative entstandene Cardo (seit 2002), die Agmena (Linotype, 2014) und die ET Book (2015).
Diese modernen Nachschnitte enthalten Ergänzungen des Typensatzes für die heutige Verwendung, etwa die Großbuchstaben J, U und W, diakritische Zeichen, Ziffern und viele weitere Glyphen. Außerdem enthalten sie teilweise auch alternative Glyphen, etwa eine kompaktere Form des Buchstabens R ohne den typischen ausladenden Schwanz. Die Schriften enthalten außerdem im Regelfall auch kursive Schriftschnitte. Weil De Aetna keine kursive Schrift enthält, wurden dafür unterschiedliche, stilistisch passende frühe Kursivschriftvorlagen als Grundlage verwendet.
Zu den Schriftarten, die freiere Interpretationen der De Aetna-Type darstellen, gehört die Iowan Old Style, die eine größere Mittellänge hat und sich damit besser für nichtgedruckte Medien eignet. Sie ist die Standardschriftart von Apple Books.

## Ähnliche Schrift
Eine andere, aber eng verwandte Schrifttype ist die, die Aldo Manuzio in seinem 1499 herausgegebenen Werk Hypnerotomachia Poliphili verwendete. Sie wurde ebenfalls von Francesco Griffo geschnitten und auch von ihr gibt es einen modernen Nachschnitt, die Poliphilus.